# Hermann IV. (Hessen-Rotenburg)
Hermann von Hessen-Rotenburg (* 15. August 1607 in Kassel; † 25. März 1658 in Rotenburg an der Fulda) war Landgraf der teilunabhängigen Landgrafschaft Hessen-Rotenburg. Er war der vierte Sohn des Landgrafen Moritz von Hessen-Kassel und dessen zweiter Ehefrau Juliane von Nassau-Dillenburg.

## Leben
Der Erzieher des Prinzen war ab 1618 Werner Geise. Mit der Einrichtung der Rotenburger Quart 1627 übernahm Landgraf Hermann in Rotenburg die Regentschaft.
Hermann musste wegen einer Fußverkrüppelung lebenslang einen eisernen Stützfuß tragen. Seine Stärken bildeten sich daher nicht auf militärischem, sondern auf wissenschaftlichem Gebiet heraus. Er war ein anerkannter Forscher seiner Zeit in den Bereichen Meteorologie, Mathematik, Astronomie und Geographie. Seine Beiläufige Cosmographische Beschreibung des Niederfürstentums Hessen von 1641 zählt zu den hessischen Standardwerken der Landeskunde. Die im Kriegsjahr 1637 zerstörte Rotenburger Schule ließ er 1651 auf eigene Kosten in der Löbergasse 2 neu errichten, wie die Inschrift am Haus bekundet.
Nach dem Hinzugewinn weiterer Gebiete 1648 wurden die inzwischen erwachsenen Brüder Hermanns nach dem Recht der Erbteilung ebenfalls in Teilen der Quart als regierende Fürsten eingesetzt. Friedrich erhielt Eschwege, und Ernst bekam Rheinfels. 1655 fiel Hessen-Eschwege nach dem Tod des erbenlosen Friedrich an Ernst, und 1658 erbte Ernst nach dem Tod seines kinderlosen Bruders Hermann auch den Teil Rotenburg.
Unter dem Gesellschaftsnamen Der Fütternde wurde Hermann als Mitglied in die literarische Fruchtbringende Gesellschaft aufgenommen.

## Ehe und Nachkommen
Hermann heiratete am 10. Januar 1634 in Waldeck Sophie Juliane von Waldeck-Wildungen (1607–1637), Tochter des Grafen Christian von Waldeck-Wildungen und Elisabeth von Nassau-Siegen. Dieser Ehe entsprangen die Kinder:
1. totgeborener Sohn (*/† 1. Dezember 1634)[3]
2. Juliane von Hessen-Rotenburg (* 25. März 1636; † 22. Mai 1636)[4]

Nach dem Tod von Sophie Juliane heiratete er am 2. Januar 1642 in Weimar Kunigunde Juliane von Anhalt-Dessau (1608–1683), Tochter des Fürsten Johann Georg I. von Anhalt-Dessau. Die Ehe blieb kinderlos.
Hermann und Kunigunde sind in der Stiftskirche Rotenburg beigesetzt.

## Werke
Cyriandrus, Uranophilus [Landgraf Hermann IV.]: Historia meteorologica. Das ist: Vier vnd zwantzig Jährige eigentliche vnd trewfleissige Observation vnd tägliche verzeichnüsz des Gewitters/ vom 1. Januarii 1623 an/ bisz zum letzten Decembris 1646. in dreyen membris verfasset. … Zu Rettung der biszher sehr beschimpfften Meteorologia, dem kunstliebenden Prognosticanten aber zu gefallen vnd mächtiger vorarbeit sich künfftig besser in der Natur umbzusehen/ … . Kassel 1551 [i. e. 1651]